# トッテリッジ
トッテリッジ（Totteridge）は、ロンドンのバーネット・ロンドン特別区にある地域である。チャリング・クロスの北西9マイル(14.5キロメートル)に位置している。

## 近隣地区
- バーネット・ゲイト
- ミル・ヒル
- ウェットストーン
- ウッドサイド・パーク